# Панчо Дорев
Панчо (Панче) Василев Дорев е български юрист, общественик, дипломат и историк, един от първите български османисти.

## Биография

### Революционер
Дорев е роден в леринското село Пътеле, Южна Македония (днес Агиос Пантелеймонас, Гърция) в 1878 година. Брат е на дееца на ВМОРО Аце Дорев и първи братовчед на учителя Иван Дорев. Баща му е български книжар в Битоля. Учи в гръцката гимназия в Битоля, а след това в 1903 година завършва право в Цариград.
Връща се в Битоля и започва работа първо като адвокат, а по-късно като гимназиален учител. По време на Илинденско-Преображенското въстание в 1903 година завежда осведомителната служба към главния щаб на ВМОРО. Арестуван е от властите. В османските документи пише: българин, православен от махалата Султание, обвинен, че „със закани убеждавал патриаршистите да се присъединят към Българската екзархия; за разбойника Коле съставял тайни писма за убийството на ония, които се противопоставяли; и се заканвал да се пишат и изпращат петиции за присъединяване“. Затворен е в следствения арест и амнистиран с общата амнистия от 12 април 1904 година.
Между 1904 и 1907 година Дорев специализира право във Виенския университет. За кратко работи във вестник „Дневник“.

### Османски политик
След Младотурската революция в 1908 година става деец на Съюза на българските конституционни клубове и е избран за делегат на неговия Учредителен конгрес от Солун. На парламентарните избори през ноември-декември е избран от Битоля за депутат в османския парламент от СБКК. По време на депутатския си мандат до Балканската война в 1912 година развива обществена дейност в Османската империя. В 1909 година е назначен за мирски съветник при Българската екзархия. Дорев е на туркофилски позиции и предлага цялата легална политическа дейност да се съсредоточи в Българската екзархия. На заседанията на Партийния съвет на разпуснатите българските конституционни клубове в Цариград, на които се обмисля създаването на нова политическа формация, съобразена с новите ограничения в законодателството, Дорев заедно със Стоян Тилков се противопоставя на този проект и настоява за пълно сътрудничество с Младотурския комитет. В края на 1909 година Дорев протестира пред министъра на вътрешните работи Мехмед Талат паша по повод масовите арести на българи в Битоля след убийството на Йово Йованович и предлага да се отзове битолският валия Решид паша.
През пролетта на 1910 година Дорев предприема стъпки към създаване на Прогресивна партия, като самият твърди, че е бил упълномощен за това от бившето ръководство на СБКК. Заминава за Солун и Битоля, където се опитва да привлече дейци на разпуснатите клубове, но туркофилската му програма не среща одобрение. В 1910 година Дорев не се присъединява към протеста на другите български депутати – Димитър Влахов, Тодор Павлов и Христо Далчев – против поведението на младотурския режим към българското население по повод обезоръжителната акция. На 13 март 1911 година Дорев подава такрир в Османския парламент, изпълнен с нападки срещу ВМОРО и България, в който се казва:
| „ | Господин председателю, в пресата всекидневно се отбелязват действията и изтъпленията на известни разбойници, които миналата година през лятото подпалваха селата на отоманските българи и след това прекарваха цялата зима в забавления в София... Епохата на революция в Европейска Турция отдавна е преминала, тъй като не съществуват вече условията, които да улесняват подобни събития; отоманските българи са твърдо решени да живеят с турците и с другите народности на империята... известни личности устройват събрания от никого не възпирани, взимат решения и след това преминават границата, за да вършат кървави престъпления и да нарушават реда на една съседна приятелска държава. Това е абсолютно противно на принципите на международното право и на човещината и е несъвместимо с приятелските отношения, съществуващи между двете страни. Прочие аз ви моля господин Председателя да дадете вашето съдействие за приемането от камарата на един въпрос, който искам да отправя до нашето министерство на външните работи с цел да се разясни въпроса дали са направени или не представления и приятелски постъпки изпървом пред България и на второ място пред великите сили. | “ |

Дорев започва да издава вестник „Светлина“ в Солун и е мирски съветник към Българската екзархия в Цариград. В началото на 1912 година в предизборната кампания за вторите парламентарни избори Дорев публикува в „Светлина“ предизборна платформа, призоваваща за българо-турско сътрудничество и лоялност към младотурския режим, което ще гарантира просперитета на българската националност в империята. Вестникът се бори за укрепване на позициите на Екзархията, изравняване на църковните и училищните права на екзархистите с тези на патриаршистите, финансово-кредитни облекчения, които да решат аграрния въпрос и улесняване на достъпа на българи до държавни служби, като инструмент за решаване на българските национални проблеми. Групата около Дорев се противопоставя на други две български политически групировки – около Сребрен Поппетров и вестник „Истина“ и около списание „Искра“ и вестниците „Вести“ и „Право“. Конформистката позиция на Дорев му осигурява успех. На изборите през април 1912 година става представител на Битоля в Османския парламент, чийто мандат продължава до август.
Антон Димитров си спомня за Панчо Дорев:
| „ | Ние знаехме вече, че Талят бей обещава на Панче Дорев министерски пост... Това бе накарало Панче да се реши да заяви от трибуната на парламента, че в Македония няма повече от 300 000 българи. Той само се изложи с тази декларация... цялото българско общество бе възмутено от тази необмислена стъпка на Панчето. | “ |

### Български дипломат
От 1912 до 1914 година е съветник в българската легация в Цариград, а от 1914 до 1916 година е генерален консул в унгарската столица Будапеща. След Първата световна война през 1920 – 1921 година управлява българската легация във Виена, Австрия, в 1921 година е съветник на българската легация в Лондон, Великобритания, между 1922 и 1923 година е генерален консул в Александрия, а между 1932 и 1934 година е пълномощен министър в Прага, Чехословакия.

### Учен
Дорев играе важна роля при спасяването в България на османските документи, купени за скрап в 1931 година.
Научните интереси на Дорев са свързани с историческата съдба на българите в Македония по време на Османското владичество и с развитието на българския национален въпрос в началото на XX век. Главата „Генезис и развой на Югославянския въпрос“, публикувана в книгата му „Външна политика и причини за нашите катастрофи“ през 1924 г. (с. 59 – 78), е определяна от по-късни изследователи като „едно от най-добрите постижения на историографията от междувоенния период... най-цялостното и задълбочено самостоятелно изследване върху този иначе широко обсъждан проблем“.
Член е на Македонския научен институт.
Синът му, Борис Дорев, в 1933 година завършва право в Софийския университет.

## Съчинения
- „Такрир подаден от българските депутати: Далчев, Дорев, Павлов, Влахов и арм. Вахан Папасиян до Отоманския парламент“, публикувано във в. „Вести“, брой 129(юли), Цариград, 1909 година в „Библиотека Струмски“
- „За Независима Македония; Мемоар на македонската емиграция“, публикувано във в. „Зора“, брой 128, София, 8 октомври 1919 година
- „Унгария. Маджарите в политическо, културно и стопанско отношение“, София 1917, 116 с. в „Библиотека Струмски“
- „Външна политика и причини за нашите катастрофи. Спомени, факти и документи. Македонският и Тракийският въпрос. Безумието ни в Европейската война. Генезис и развой на Югославянския въпрос“, София 1924, 79 с.
- „Външна политика; Наши и Световни проблеми“, София, 1926 година
- Съединените щати в кулутурно-политическо и финансово-стопанско отношение. Реферат, четен на 6 февруарий 1929 г. в Лойд клуб, София 1929, 32 с.
- Народните борби в Македония. Българщината в Битолско (Според документи от турските държавни архиви), Македонски преглед, год. Х, 1936, № 3 – 4, с. 1 – 18
- „Костурско в Македонската революция. Официални документи из тайните турски архиви на Великото везирство и на Хилми паша“, София, 1937 година в „Библиотека Струмски“
- Доревъ, Панчо. Костурско въ македонската революция. Официални документи изъ тайнитѣ турски архиви на великото везирство и на Хилми паша. Съ предговоръ отъ Христо Силяновъ.   София, Материали изъ миналото на Костурско № 2. Издава Костурското Благотворително Братство, 1937. Посетен на 18 септември 2015.
- Документи за българската история, т. III. Документи из турските държавни архиви 1564 – 1908, ч. I (1564 – 1877), Подбрал и превел Панчо Дорев, София 1940[17]
- Документи за българската история, т. IV. Документи из турските държавни архиви 1863 – 1909) Подбрал Панчо Дорев. Превод Христо Тилков, София 1942.[18]
- „Таен рапорт на Хилми паша. Предателствата на сърбите. Българско мнозинство в Македония. Необходимост от война на България“, публикувано във в-к „Вестник на вестниците“, бр. 52, София, Коледа, 1931 година
- "Преди залавянето на Левски; Обесването на Левски (Други присъди. Кореспонденцията на Дякон Левски; Из турските държавни архиви)", публикувано във в. "Зора", брой 3142 и 3143, София, 1929 година
- "Сан-Стефанска България (из турските държавни архиви)", публикувано във в-к "Зора", год. XI, бр. 3065, бр. 3074, София, 23 и 30 септември 1929 година

## Родословие
|  |  |                         |                         |                         |                         |                         |                         |  |  |                           |                           |                           |                           |                           |                           |  |  |                 |                 |                 |                 | Христо Дорев                |                             |                             |                             |                             |                             |                 |                 |                 |                 |  |  |                          |                          |                          |                          |                          |                          |  |  |                               |                               |                               |                               |                               |                               |  |  |  |  |  |  |  |  |  |  |  |  |  |  |  |  |  |  |  |  |  |  |
|  |  |                         |                         |                         |                         |                         |                         |  |  |                           |                           |                           |                           |                           |                           |  |  |                 |                 |                 |                 |                             |                             |                             |                             |                             |                             |                 |                 |                 |                 |  |  |                          |                          |                          |                          |                          |                          |  |  |                               |                               |                               |                               |                               |                               |  |  |  |  |  |  |  |  |  |  |  |  |  |  |  |  |  |  |  |  |  |  |
|  |  |                         |                         |                         |                         |                         |                         |  |  |                           |                           |                           |                           |                           |                           |  |  |                 |                 |                 |                 |                             |                             |                             |                             |                             |                             |                 |                 |                 |                 |  |  |                          |                          |                          |                          |                          |                          |  |  |                               |                               |                               |                               |                               |                               |  |  |  |  |  |  |  |  |  |  |  |  |  |  |  |  |  |  |  |  |  |  |
|  |  |                         |                         |                         |                         |                         |                         |  |  | Васил Дорев               | Васил Дорев               | Васил Дорев               | Васил Дорев               | Васил Дорев               | Васил Дорев               |  |  |                 |                 |                 |                 |                             |                             |                             |                             |                             |                             |                 |                 |                 |                 |  |  | Тодор Дорев              | Тодор Дорев              | Тодор Дорев              | Тодор Дорев              | Тодор Дорев              | Тодор Дорев              |  |  | Трайче Доревски (1867 – 1945) | Трайче Доревски (1867 – 1945) | Трайче Доревски (1867 – 1945) | Трайче Доревски (1867 – 1945) | Трайче Доревски (1867 – 1945) | Трайче Доревски (1867 – 1945) |  |  |  |  |  |  |  |  |  |  |  |  |  |  |  |  |  |  |  |  |  |  |
|  |  |                         |                         |                         |                         |                         |                         |  |  | Васил Дорев               | Васил Дорев               | Васил Дорев               | Васил Дорев               | Васил Дорев               | Васил Дорев               |  |  |                 |                 |                 |                 |                             |                             |                             |                             |                             |                             |                 |                 |                 |                 |  |  | Тодор Дорев              | Тодор Дорев              | Тодор Дорев              | Тодор Дорев              | Тодор Дорев              | Тодор Дорев              |  |  | Трайче Доревски (1867 – 1945) | Трайче Доревски (1867 – 1945) | Трайче Доревски (1867 – 1945) | Трайче Доревски (1867 – 1945) | Трайче Доревски (1867 – 1945) | Трайче Доревски (1867 – 1945) |  |  |  |  |  |  |  |  |  |  |  |  |  |  |  |  |  |  |  |  |  |  |
|  |  |                         |                         |                         |                         |                         |                         |  |  |                           |                           |                           |                           |                           |                           |  |  |                 |                 |                 |                 |                             |                             |                             |                             |                             |                             |                 |                 |                 |                 |  |  |                          |                          |                          |                          |                          |                          |  |  |                               |                               |                               |                               |                               |                               |  |  |  |  |  |  |  |  |  |  |  |  |  |  |  |  |  |  |  |  |  |  |
|  |  | Аце Дорев (1871 – 1941) | Аце Дорев (1871 – 1941) | Аце Дорев (1871 – 1941) | Аце Дорев (1871 – 1941) | Аце Дорев (1871 – 1941) | Аце Дорев (1871 – 1941) |  |  | Панчо Дорев (1878 – 1938) | Панчо Дорев (1878 – 1938) | Панчо Дорев (1878 – 1938) | Панчо Дорев (1878 – 1938) | Панчо Дорев (1878 – 1938) | Панчо Дорев (1878 – 1938) |  |  | Линка Хололчева | Линка Хололчева | Линка Хололчева | Линка Хололчева | Линка Хололчева             | Линка Хололчева             |                             |                             | Христо Хололчев             | Христо Хололчев             | Христо Хололчев | Христо Хололчев | Христо Хололчев | Христо Хололчев |  |  | Иван Дорев (1866 – 1942) | Иван Дорев (1866 – 1942) | Иван Дорев (1866 – 1942) | Иван Дорев (1866 – 1942) | Иван Дорев (1866 – 1942) | Иван Дорев (1866 – 1942) |  |  |                               |                               |                               |                               |                               |                               |  |  |  |  |  |  |  |  |  |  |  |  |  |  |  |  |  |  |  |  |  |  |
|  |  | Аце Дорев (1871 – 1941) | Аце Дорев (1871 – 1941) | Аце Дорев (1871 – 1941) | Аце Дорев (1871 – 1941) | Аце Дорев (1871 – 1941) | Аце Дорев (1871 – 1941) |  |  | Панчо Дорев (1878 – 1938) | Панчо Дорев (1878 – 1938) | Панчо Дорев (1878 – 1938) | Панчо Дорев (1878 – 1938) | Панчо Дорев (1878 – 1938) | Панчо Дорев (1878 – 1938) |  |  | Линка Хололчева | Линка Хололчева | Линка Хололчева | Линка Хололчева | Линка Хололчева             | Линка Хололчева             |                             |                             | Христо Хололчев             | Христо Хололчев             | Христо Хололчев | Христо Хололчев | Христо Хололчев | Христо Хололчев |  |  | Иван Дорев (1866 – 1942) | Иван Дорев (1866 – 1942) | Иван Дорев (1866 – 1942) | Иван Дорев (1866 – 1942) | Иван Дорев (1866 – 1942) | Иван Дорев (1866 – 1942) |  |  |                               |                               |                               |                               |                               |                               |  |  |  |  |  |  |  |  |  |  |  |  |  |  |  |  |  |  |  |  |  |  |
|  |  |                         |                         |                         |                         |                         |                         |  |  |                           |                           |                           |                           |                           |                           |  |  |                 |                 |                 |                 |                             |                             |                             |                             |                             |                             |                 |                 |                 |                 |  |  |                          |                          |                          |                          |                          |                          |  |  |                               |                               |                               |                               |                               |                               |  |  |  |  |  |  |  |  |  |  |  |  |  |  |  |  |  |  |  |  |  |  |
|  |  |                         |                         |                         |                         |                         |                         |  |  | Кирил Дорев (1913 – ?)    | Кирил Дорев (1913 – ?)    | Кирил Дорев (1913 – ?)    | Кирил Дорев (1913 – ?)    | Кирил Дорев (1913 – ?)    | Кирил Дорев (1913 – ?)    |  |  |                 |                 |                 |                 | Крум Хололчев (1915 – 1986) | Крум Хололчев (1915 – 1986) | Крум Хололчев (1915 – 1986) | Крум Хололчев (1915 – 1986) | Крум Хололчев (1915 – 1986) | Крум Хололчев (1915 – 1986) |                 |                 |                 |                 |  |  |                          |                          |                          |                          |                          |                          |  |  |                               |                               |                               |                               |                               |                               |  |  |  |  |  |  |  |  |  |  |  |  |  |  |  |  |  |  |  |  |  |  |